# Brandsø
Brandsø är en obebodd ö i Danmark.   Den ligger i Region Syddanmark, i den södra delen av landet, 180 km väster om Köpenhamn. Arean är 1,9 kvadratkilometer. Ön var bebodd till på 1970-talet och tillhör Wedellsborg gods.
Terrängen på Brandsø är mycket platt. Öns högsta punkt är 13 meter över havet. Den sträcker sig 1,6 kilometer i nord-sydlig riktning, och 2,1 kilometer i öst-västlig riktning.
Klimatet i området är tempererat. Årsmedeltemperaturen i trakten är 8 °C. Den varmaste månaden är augusti, då medeltemperaturen är 16 °C, och den kallaste är januari, med 0 °C.